# Akonitáza

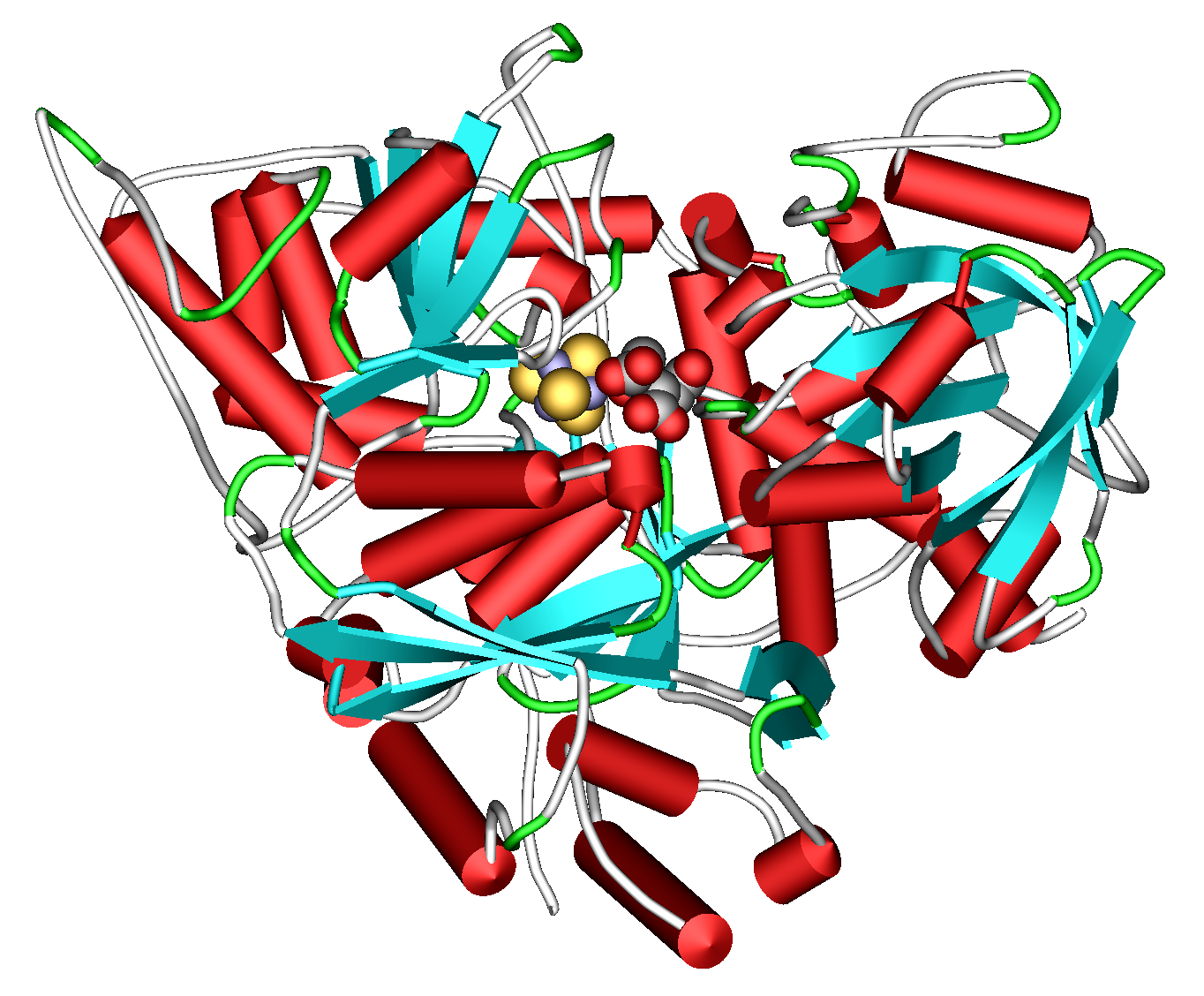
Akonitáza

Akonitáza (též akonitát hydratáza) je enzym, který reverzibilně mění citrát na cis-akonitát a ten na isocitrát. Je to druhý krok Krebsova cyklu. Nejprve se díky tomuto enzymu dehydratuje citrát za vzniku násobné vazby v molekule cis-akonitátu, načež se opětovnou adicí vody vytvoří isocitrát (izomer citrátu). Tento enzym má [Fe4S4]2+ jádro, řadí se tedy mezi FeS proteiny.
Má navíc důležitou roli v regulaci transportu železa po těle. Je totiž schopna vázat se na mRNA pro ferritin a transferinový receptor. Pokud je železa v buňce nedostatek, tato vazba akonitázy na obě mRNA stimuluje translaci transferinového receptoru a naopak inhibuje syntézu ferritinu. Když je železa dostatek, akonitáza ho váže a změní svou konformaci, což má na produkci ferritinu a transferinového receptoru opačný efekt.